# Zhang Ziping
Zhang Ziping (chinesisch 張資平 / 张资平, Pinyin Zhāng Zīpíng; japanisch 張 資平 Chō Shibei; geboren 24. Mai 1893 im Stadtteil Meixian von Meizhou in der Provinz Guandong; gestorben 2. Dezember 1959 in der Provinz Anhui) war ein chinesischer Schriftsteller, populär in den 1930er Jahren.

## Leben und Wirken

### Frühe Jahre
Zhang Ziping wuchs in einfachen Verhältnissen auf. Er ging 1912 nach Japan, studierte an der Universität Tokio und schloss 1922 seine Ausbildung in Geologie mit einem Examen ab. Bereits 1913 begann er mit dem Schreiben. Im Januar 1920 veröffentlichte er seinen ersten Roman „Yuē tán hé zhī shuǐ“ (约檀河之水) – „Das Wasser des Jordans“. 1921 beteiligte er sich an der Gründung der „Kreativen Gesellschaft“ (创造社, Chuàngzào shè). Die Werke dieser Zeit befassen sich mit der Heuchelei der Religion oder beschreiben das Leben der Unterschicht in Japan und spiegeln bestimmte Aspekte des Geistes des „4. Mai“ wider. Sein repräsentatives Werk ist der autobiografisch gefärbte Roman „Chōngjí-qī huàshi“ (冲击期化石) – „Alluviale Fossilien“.
Im Juni 1922 kehrte Zhang nach Guangzhou zurück und fungierte als Manager und Techniker der Bleimine Jiaoling (焦岭铅矿, Jiāolǐng qiān kuàng). Im Herbst 1924 wurde er als Professor an der „Wuchang Higher Normal School“ (为武昌高等师范学校, Wǔchāng gāoděng shīfàn xuéxiào) eingestellt. Im März 1928 begann er in der Verlagsabteilung der „Kreativen Gesellschaft“ zu arbeiten, aber verließ diese bald darauf. Im September eröffnete er die Lèqún-Buchhandlung (乐群书店) und erstellte später die halbmonatliche Zeitschrift „Lèqún“, die später als Monatsschrift erschien. 1930 trat er auf Einladung von Deng Yanda (邓 演达; 1895–1931) der „Dritten Partei“ (第三党, Dísāndǎng) bei. Später verließ er die Partei, weil Deng Yanda von der Kuomintang getötet wurde. 1934 wurde er Chefredakteur der nationalistischen Literaturpublikation „Nationalliteratur“ (国民文学, Guómín wénxué). Zhang schuf zahlreiche Liebesromane, die eine antifeudale Tendenz hatten und lediglich Dreiecks- oder Polygonbeziehungen zwischen Männern und Frauen zum Ausdruck brachten und die echte Liebe als „revolutionär“ bezeichneten.

### Spätere Jahre
Im November 1938 wurde Zhang zum Verräter an China, als er sich während des Zweiten Japanisch-Chinesischen Kriegs (1937–1945) der von Japan kontrollierten Regierung unter Wang Jingwei (1883–1944) anschloss. Im März 1940 wurde er zum hohen Mitarbeiter des Ministeriums für Landwirtschaft und Bergbau des Wang-Regimes ernannt. Im Juli folgte die Ernennung zum Direktor der Verlagsgruppe der „China-Japan Cultural Association“ (中日文化协会出版组, Zhōng-Rì wénhuà xiéhuì chūbǎn zǔ) und die Ernennung zum Chefredakteur der monatlich erscheinende „Chinesisch-Japanische Kultur“ (Zhōng-Rì wénhuà).
Zhang beteiligte sich während des Zweiten Japanisch-Chinesischen Kriegs (1937–1945) an der von Japan kontrollierten Regierung unter Wang Jingwei (1883–1944). Nach Japans Niederlage im Zweiten Weltkrieg wurde Zhang 1947 von der Kuomintang-Regierung wegen seiner Beteiligung an Wang Jingweis Regierung festgenommen. Während seiner Inhaftierung in der Provinz Anhui starb er 1959.

### Werke
Zhangs Publikationen umfassen neben seinem Erstlingswerk „Das Wasser des Jordans“ unter anderem 
- „Tálì“ (苔莉), eine Liebesgeschichte zn das Mädchen Tálì, 1926
- „Zuìhòu de xìngfú“ (最後的幸福) – „Das Glück zum Schluß“ 1926,
- „Qúnxīng luànfēi“ (群星乱飛) – „Sterne fliegen“ aus dem Jahr 1931 und
- „Chué de chúxì“ (雪的除夕) – „Verschneiter Sylvesterabend“